# Вася Банкова
Вася Банкова (нар. 1954, Софія) — болгарський науковець, фахівець з хімії природних біологічно активних речовин, член-кореспондент Болгарської академії наук (з 2014 року), професор, доктор хімічних наук (2000). Завідувачка лабораторії хімії природних речовин Інституту органічної хімії з центром по фітохімії Болгарської АН (з 2009 року), в якому працює з 1977 року, та з 2002 року почесний викладач факультету хімії та фармації Софійського університету. Президент Болгарської фітохімічної асоціації.

## Біографія
Закінчила Вищий хіміко-технологічний інститут (нині це Університет хімічної технології та металургії) у 1977 році, інженер-хімік за фахом органічний синтез. У 1990 році отримала докторський ступінь з хімії природних і фізіологічно активних речовин в Інституті органічної хімії з центром по фітохімії Болгарської АН, де у 2001 р. також отримала ступінь доктора хімічних наук за тією ж спеціальністю. У цьому ж інституті працює після закінчення внз, з 2005 р. — професор, з 2009 р. очолює лабораторію хімії природних речовин.
Член Міжнародної комісії з меду (International Honey Commission), в якій координує групу по прополісу.
Почесний член Японської асоціації дослідників прополісу та наукового комітету Грецького наукового центру по апітерапії.
Член редколегії Journal of Api Products and Api Medical Sciences.
Очолює дослідження прополісу, яким займається більше 20 років, та за яким опублікувала понад 80 робіт в міжнародних рецензованих журналах.